# Conservatoire d'espaces naturels des Hauts-de-France
Le Conservatoire d'espaces naturels des Hauts-de-France est une association à but non lucratif, reconnue d’intérêt général, membre du réseau national des Conservatoire d'espaces naturels. Il est créé le 20 juin 2020 et résulte de la fusion du Conservatoire d'espaces naturels de Picardie et du Conservatoire d'espaces naturels du Nord et du Pas-de-Calais.

## Localisation
Le Conservatoire d'espaces naturels des Hauts-de-France a son siège social au 4 avenue de l'Étoile-du-Sud à Boves dans le département de la Somme.

## Histoire
Le conservatoire d'espaces naturels des Hauts-de-France résulte de la fusion, le 20 juin 2020, du Conservatoire d'espaces naturels de Picardie (créé en 1989) et du Conservatoire d'espaces naturels du Nord et du Pas-de-Calais (créé en 1994).

## Objectifs et missions
En intervenant sur 540 sites naturels (coteaux calcaires, prairies alluviales, étangs, marais, tourbières, gîtes à chiroptères, etc.) qui représentent plus de 18 000 ha, le Conservatoire d'espaces naturels des Hauts-de-France, au travers de la préservation de la faune, de la flore, des habitats naturels, des objets géologiques et des paysages, a pour objectif la protection et la valorisation du patrimoine naturel des cinq départements de la région des Hauts-de-France.
Les cinq grandes missions du Conservatoire d’espaces naturels sont :
- connaître : mission réalisée par des spécialistes scientifiques qui recense, étudie et identifie les sites naturels remarquables et propose des plans d'actions ;
- proteger : mission réalisée avec les acteurs locaux des sites naturels gérés. Le Conservatoire peut aussi acquérir la maîtrise foncière ou d'usage de ces sites ;
- gérer : mission réalisée en collaboration avec les propriétaires et usagers. Cela se traduit par la mise en œuvre d'une gestion écologique validée par un Conseil scientifique ;
- valoriser : au travers de publications, d'animations, chantiers nature et événements régionaux, le Conservatoire assure la sensibilisation du public à la protection du patrimoine régional ;
- accompagner : rôle reconnu dans les textes de loi dans l’article L 414-11 du Code de l’environnement, le Conservatoire mène également des missions d’expertise locale et des missions d’animation territoriale en appui aux politiques publiques en faveur du patrimoine naturel.

## Organisation

### Conseil d'administration
Il est l'organe décisionnaire de l'association et son bureau est composé depuis le Le 4 mai 2024 d'un président, Christophe Lépine, de deux vice-présidents, d'un secrétaire, d'un secrétaire-adjoint, d'un trésorier, d'un trésorier-adjoint et de seize administrateurs.

### Conseil scientifique
Composé de 26 spécialistes des domaines liés à la biodiversité et dans la gestion des milieux naturels, le Conseil scientifique, dont les membres sont bénévoles, oriente le Conservatoire dans le choix des sites gérés et dans la définition d'un mode de gestion adapté.

### Conservateurs bénévoles
Ce sont des passionnés aux connaissances naturalistes sont les relais privilégiés avec les acteurs locaux (collectivités, propriétaires, etc.) et ils participent aux actions de gestion et de sensibilisation du Conservatoire.

### Équipe salariée
Une équipe de 117 salariés assure le fonctionnement du Conservatoire.

## Pour approfondir